# Lányi Zsigmond
Lányi Siegfried Zsigmond, Löwenherz (Temesvár, 1878. március 23. – Budapest, 1950. december 24.) újságíró és lapszerkesztő.

## Életútja
Löwenherz Ede és Kohn Anna (1853–1940) fiaként született. Tanulmányait a budapesti kereskedelmi akadémián végezte. Előbb szülővárosában a Temesvarer Zeitung és a Temesvári Napló munkatársa volt, majd a bécsi Fremdenblattnál dolgozott. Budapesten a Neues Pester Journal főmunkatársa, rendőri riportere, fővárosi és törvényszéki tudósítója, majd a lap megszűnéséig annak szerkesztője volt. 1908-tól a Budapesti Tudósító tulajdonosa és szerkesztője lett, majd kiadótulajdonosa. Több külföldi lap levelezője is volt. Az első világháború idején Tisza István megbízta egy magántávirati iroda létesítésével. A Magyar-Osztrák-Német Gazdasági Szövetség ügyvezetője is volt ekkortájt. A háborút követően Ottlik Györggyel közösen szerkesztette a Népszövetség francia nyelvű évkönyvét. 1924-től a Friss Újság, 1929-től pedig a Neues Politisches Volksblatt főszerkesztője is volt. Vezette ekkortájt a Neues Wiener Abendblatt budapesti szerkesztőségét. 1908-ban létrehozta a külföldi tudósítók szindikátusát, melynek eleinte főtitkára, 1917 és 1932 között pedig elnöke volt. Felesége Sturm Renée Anna volt, akivel 1910. március 28-án kötött házasságot Budapesten. A férj tanúja Vámbéry Rusztem volt. Felesége 1911. szeptember 16-án, ő maga pedig 1919. március 23-át áttért a református vallásra. Több konzervatív szemléletű német nyelvű, politikai tárgyú művét publikálták. Halálát érelmeszesedés okozta. 

## Fontosabb munkái
- Politische Strömungen (Wien, 1907)
- Das Balkanproblem (Wien, 1907)
- Der Dualismus und der wirtschaftliche Ausgleich (Wien, 1910)